# Сіґеміцу Мамору
Сіґеміцу Мамору (яп. 重光 葵, しげみつ まもる) — японський дипломат, міністр закордонних справ Японії під час Другої світової війни.

## Біографія
Сіґеміцу Мамору народився у місті Бунґо (тоді селище Міє) префектури Ойта, Японія. У 1907 році закінчив юридичний факультет Токійського університету. У 1919 році був членом японської делегації на Паризькій мирній конференції, працював на посаді японського консула у Портленді, США.
1931—1932 роках працював у Китаї. 29 квітня 1932 року в Шанхай через вибух, влаштований корейським націоналістом Йон Бонг Гілом, втратив ногу.
З 1933 по 1936 рік — заступник міністра закордонних справ Японії. У 1936 році був призначений послом у СРСР, у 1938—1941 роках працював послом у Великій Британії. У червні 1941 року повернувся до Японії.
9 грудня 1941 року, через два дні після нападу на Перл-Гарбор, був призначений послом до маріонеткового про-японського режиму Ван Цзінвея.
20 квітня 1943 року зайняв посаду міністра закордонних справ Японії замість Тані Масаюкі. 2 вересня 1945 року на борту лінкора Міссурі разом з генералом Умедзу Йосідзіро підписав Акт про капітуляцію Японії.
Пізніше був визнаний Міжнародним військовим трибуналом для Далекого Сходу, як один з японських військових злочинців і 12 листопада 1948 року засуджений до семи років тюремного ув'язнення. Однак, провівши у в'язниці 4 роки і 7 місяців, у листопаді 1950 року був звільнений.
У 1954—1956 роках обіймав посаду міністра закордонних справ. 18 грудня 1956 року, коли Японія стала 80-м членом ООН, саме він представляв її на Генеральній Асамблеї.
26 січня 1957 року, у віці 69 років, помер від інфаркту.